# 高眼鲽
高眼鲽（学名：Cleisthenes herzensteini），又名赫氏高眼鰈，為輻鰭魚綱鰈形目鰈亞目鰈科的其中一種，為溫帶海水魚，分布於西北太平洋區，包括日本海、鄂霍次克海、黃海及東海海域，體長可達47公分，棲息在底層水域，會進行洄游，以螃蟹為食，生活習性不明，可做為食用魚。